# Episodi di Surfside 6 (prima stagione)
La prima stagione della serie televisiva Surfside 6 è andata in onda negli Stati Uniti dal 3 ottobre 1960 al 22 maggio 1961 sulla ABC.
| nº | Titolo originale         | Prima TV USA     |
| -- | ------------------------ | ---------------- |
| 1  | Country Gentleman        | 3 ottobre 1960   |
| 2  | High Tide                | 10 ottobre 1960  |
| 3  | The Clown                | 17 ottobre 1960  |
| 4  | According to Our Files   | 24 ottobre 1960  |
| 5  | Local Girl               | 31 ottobre 1960  |
| 6  | Par-a-kee                | 7 novembre 1960  |
| 7  | Deadly Male              | 14 novembre 1960 |
| 8  | Power of Suggestion      | 21 novembre 1960 |
| 9  | Odd Job                  | 28 novembre 1960 |
| 10 | The International Net    | 5 dicembre 1960  |
| 11 | The Frightened Canary    | 12 dicembre 1960 |
| 12 | Girl in the Galleon      | 19 dicembre 1960 |
| 13 | Bride and Seek           | 26 dicembre 1960 |
| 14 | Little Star Lost         | 2 gennaio 1961   |
| 15 | Heels Over Head          | 9 gennaio 1961   |
| 16 | Facts on the Fire        | 16 gennaio 1961  |
| 17 | Yesterday's Hero         | 23 gennaio 1961  |
| 18 | Thieves Among Honor      | 30 gennaio 1961  |
| 19 | License to Steal         | 6 febbraio 1961  |
| 20 | Race Against Time        | 13 febbraio 1961 |
| 21 | Black Orange Blossoms    | 20 febbraio 1961 |
| 22 | The Chase                | 27 febbraio 1961 |
| 23 | Ghost of a Chance        | 6 marzo 1961     |
| 24 | The Impractical Joker    | 13 marzo 1961    |
| 25 | Inside Job               | 20 marzo 1961    |
| 26 | Invitation to a Party    | 27 marzo 1961    |
| 27 | Spring Training          | 3 aprile 1961    |
| 28 | Double Image             | 10 aprile 1961   |
| 29 | Circumstantial Evidence  | 17 aprile 1961   |
| 30 | Vengeance Is Bitter      | 24 aprile 1961   |
| 31 | Little Mister Kelly      | 1º maggio 1961   |
| 32 | Spinout at Sebring       | 8 maggio 1961    |
| 33 | The Bhoyo and the Blonde | 15 maggio 1961   |
| 34 | An Overdose of Justice   | 22 maggio 1961   |

## Country Gentleman
- Prima televisiva: 3 ottobre 1960
- Diretto da: Irving J. Moore
- Soggetto di: M. L. Schumann

### Trama
- Guest star: Frank DeKova (Stinger), Fredd Wayne (Alan Abbott), John Hubbard (Fielding), Robert Burton (Arthur Gladstone), Ray Danton (Marty Hartman), Janet Lake (Paula Gladstone), Gary Conway (Tad Watson)

## High Tide
- Prima televisiva: 10 ottobre 1960
- Diretto da: Montgomery Pittman
- Scritto da: Montgomery Pittman, Robert J. Shaw
- Soggetto di: Robert J. Shaw

### Trama
- Guest star: Jerry Eagle (Joe), Max Baer, Jr. (uomo in strada), Dick Haynes (ubriaco), V. J. Ardwin (barista), Sherry Jackson (Jill Murray), Chad Everett (Don Whitman), Gregg Palmer (Lou Montell), Howard McLeod (Miller), Jeff Daley (Denver), Alfred Shelly (Ted), Carolyn Komant (ragazza)

## The Clown
- Prima televisiva: 17 ottobre 1960
- Diretto da: Leslie H. Martinson
- Soggetto di: Lee Loeb, Dick Lederer

### Trama
- Guest star: Joel Grey (Eddie), Tina Carver (Elaine Alvarez), Joe De Santis (Silva), Ted de Corsia (Correro), Burt Mustin (studente), Charles Wagenheim (piccolo uomo), Jacqueline DeWit (Manager), Charles Alvin Bell (Dickinson), Pedro Gonzalez Gonzalez Jr. (Ricardo), Del Moore (Airline Clerk), Pepe Hern (Carlos), Vito Scotti (Pepe Alvarez)

## According to Our Files
- Prima televisiva: 24 ottobre 1960
- Diretto da: George Waggner
- Scritto da: Philip Saltzman, Richard deRoy
- Soggetto di: Hugh Benson

### Trama
- Guest star: Anita Sands (Jenny Jo), Joan Marshall (Vera Burnet), Alvy Moore (Herbert Colter), Mike Road (Kip Daly)

## Local Girl
- Prima televisiva: 31 ottobre 1960
- Diretto da: Charles Rondeau
- Scritto da: Richard deRoy

### Trama
- Guest star: Jimmy Ames (Angel), Tom Gilson (Billy Paris), Frank Ferguson (Earl Purdy), Ric Roman (Ralph Shreiner), Jeno Mate (Abe Shreiner), Sue Ane Langdon (Darcy Peyton)

## Par-a-kee
- Prima televisiva: 7 novembre 1960
- Diretto da: William J. Hole
- Scritto da: William L. Stuart
- Soggetto di: Mack David

### Trama
- Guest star: Michael Harris (Eddie Geer), J. Edward McKinley (Manders), Grant Williams (Keith Minter), Lyle Talbot (Alan Crandell), Holly Bane (Monk), Ben Welden (Joe Bundy), Raymond Bailey (Reginald Dutton)

## Deadly Male
- Prima televisiva: 14 novembre 1960
- Diretto da: Charles Rondeau
- Scritto da: Lee Loeb

### Trama
- Guest star: George D. Wallace (Jim Elliot), Laurie Mitchell (Gloria Elliot), Victor Buono (Mr. Beamish), Nancy Hadley (Linda Howell), Carol Foreman (Mrs. Jordan), Darlene Fields (Mrs. Haney), Jerry Barclay (Charlie), Barbara Woodell (Mrs. Gilbert), Charles Alvin Bell (Bill McGraw), Frances Osborne (Mrs. Digby), Roger Til (Jacque Andre), Robert Colbert (Gary Dawson)

## Power of Suggestion
- Prima televisiva: 21 novembre 1960
- Diretto da: Irving J. Moore
- Scritto da: Laszlo Gorog

### Trama
- Guest star: Oliver McGowan (dottor Francis Rose), Frank Leo (impiegato), Joby Baker (Bernie Bergen), Stephen Bekassy (professore Daniell), Dolores Erickson (ragazza), Robert Millar (medico), Shirley Knight (Miriam)

## Odd Job
- Prima televisiva: 28 novembre 1960
- Diretto da: Robert Douglas
- Scritto da: William L. Stuart

### Trama
- Guest star: Regina Gleason (Zelda Arms), Clarke Gordon (Rodney Arms), Patricia Michon (Nan Dale), Wilton Graff (Stanley Williams), Paul 'Mousie' Garner (Mousie), Charles Stroud (manutentore), Christine Nelson (Cupcake), Rusty Wescoatt (Pug Garnes), Karl Davis (Rudy Walper), Mack Williams (Carter Bell), Robert Rockwell (Phillip Johns)

## The International Net
- Prima televisiva: 5 dicembre 1960
- Diretto da: William J. Hole
- Scritto da: Dean Riesner
- Soggetto di: William Koenig

### Trama
- Guest star: Gladys Hurlbut (La Contessa), John van Dreelen (Fredrik Lundstrom), Anna Lisa (Alixe Hogan), Myrna Fahey (Ann Trevor), George Latchford (Lanny Hogan), Albert Carrier (Andre Martine), Claude Akins (Mike Hogan)

## The Frightened Canary
- Prima televisiva: 12 dicembre 1960
- Diretto da: Charles Rondeau
- Scritto da: Sonya Roberts

### Trama
- Guest star: Hal Baylor (Marty Moran), Art Lewis (Luke Miles), Nina Shipman (Nina Landis), Robert Ridgely (Eddy Harker), Karthy Marlow (Joy), Paul Bryar (Denitch), Sam Gilman (Will Whitman), Ray Danton (Danny Rome)

## Girl in the Galleon
- Prima televisiva: 19 dicembre 1960
- Diretto da: Frank Baur
- Soggetto di: Oliver Gard

### Trama
- Guest star: Rhodes Reason (Martin Haynes), Dean Fredericks ("Deep" Taylor), Jackie Loughery (Hazel Haynes), Jean Willes (Eve Tibbles), Mike Garrett (Jason Westover), Whit Bissell (Quincey Tibbles), Andra Martin (Connie Taylor)

## Bride and Seek
- Prima televisiva: 26 dicembre 1960
- Diretto da: Charles Haas
- Scritto da: Anne Howard Bailey
- Soggetto di: Steve Goodman

### Trama
- Guest star: Linda Bennett (Nancy Clayborne), Louise Lorimer (Mrs. Clayborne III), Warren Stevens (Arnie Helman), Kaye Elhardt (Lois Culver), Paul Carr (Stan Ritchie), Grant Williams (Frank Anders)

## Little Star Lost
- Prima televisiva: 2 gennaio 1961
- Diretto da: Charles Rondeau
- Scritto da: Richard deRoy

### Trama
- Guest star: Marjorie Reynolds (Mrs. Phelps), Don Ross (Eddie Stark), David White (Arnold Plagermann), Shirley Knight (Linda Lord), Gayla Graves (Myra Kane), Constance Ford (Sybil Lord)

## Heels Over Head
- Prima televisiva: 9 gennaio 1961
- Diretto da: John Ainsworth
- Scritto da: Michael Cramoy

### Trama
- Guest star: George Kennedy (Gabe Buchanan), Tim Rooney (Jimmy Degan), Carlos Romero (Juan Escudero), Berry Kroeger (Homer Garson), Paul Collins (Bertie Simms), William Phipps (Al Owens)

## Facts on the Fire
- Prima televisiva: 16 gennaio 1961
- Diretto da: Charles Rondeau
- Scritto da: Al C. Ward
- Soggetto di: William Koenig

### Trama
- Guest star: Dorothy Green (Crystal Martel), Julie Adams (Merliee Williams), Max Baer, Jr. (Joe Wilk), Robert Knapp (Philip Baine), Richard Webb (Jock Lansford)

## Yesterday's Hero
- Prima televisiva: 23 gennaio 1961
- Diretto da: Charles Rondeau
- Scritto da: Richard deRoy

### Trama
- Guest star: Craig Hill (Robbie Karns), Miguel Ángel Landa (capitano Rivas), Joe De Santis (Emilio Mendez), Ernest Sarracino (Silva), Vivianne Cervantes (Carmen Mendez), Merry Anders (Chris Karns)

## Thieves Among Honor
- Prima televisiva: 30 gennaio 1961
- Diretto da: Robert Altman
- Soggetto di: Leo Solomon

### Trama
- Guest star: Harry Holcombe (sindaco White), Ellen Corby (Addie Horton), Alex Gerry (dottor Bernard Ostrow), Myron Healey (Dan Zeeman), Jane Wald (Joanne White), Peter Breck (Mark Goodwin)

## License to Steal
- Prima televisiva: 6 febbraio 1961
- Diretto da: Charles Rondeau
- Scritto da: Paul Savage, John D. F. Black
- Soggetto di: John D. F. Black

### Trama
- Guest star: Joseph Ruskin (Christy), Sam Gilman (Dan Norwin), Jim Goodwin (Frankie), Leonard Stone (Konie), Jill Jarmyn (Sue Morrison), Jason Wingreen (Simm), Les Hellman (George), Hardie Albright (Mr. Adam), Vito Scotti (Marcus), Ralph Manza (Delcastro)

## Race Against Time
- Prima televisiva: 13 febbraio 1961
- Diretto da: Charles Rondeau
- Scritto da: Joanne Court

### Trama
- Guest star: William Lanteau (Steve Crest), Brad Johnson (Mr. Maxwell), Nancy McCarthy (Pamela Wiley), John Archer (Arnold Henderson), Fred Crane (poliziotto), Lionel Ames (dottor Michaels), H. E. West (Mr. Carpenter), Bob Shield (annunciatore), Darlene Fields (Mrs. Carpenter), Angela Greene (Barbara Manning)

## Black Orange Blossoms
- Prima televisiva: 20 febbraio 1961
- Diretto da: Robert B. Sinclair
- Scritto da: Von Stuart

### Trama
- Guest star: Errol John (Young Charlie), Howard Wendell (Mr. Page), Kathleen Crowley (Lady Kay Smallens), David Frankham (Ian Smallens), Alan Caillou (Sir Niles Smallens), Mittie Lawrence (Cogee), Charles Lampkin (Monsieur Servat), Karen Parker (Barbara Page), Jack Livesey (dottor McLeod), Doris Packer (Mrs. Page), Lester Matthews (ispettore Campbell)

## The Chase
- Prima televisiva: 27 febbraio 1961
- Diretto da: Allen Baron
- Scritto da: Montgomery Pittman, Roger Smith

### Trama
- Guest star: George Werier (esercente dell'hotel), Jerry O'Sullivan (ufficiale), Tim Graham (vecchio), Reggie Nalder (Hunter (Dmitri Grajian)

## Ghost of a Chance
- Prima televisiva: 6 marzo 1961
- Diretto da: Frank Baur
- Scritto da: Gerald Drayson Adams

### Trama
- Guest star: Claire Kelly (Pat Wheeler), Danielle De Metz (Naomi), Russ Conway (Brockton Starr), John Gabriel (Jonah Starr), Nicky Blair (cameriere), Stella Garcia (Nina), Theodore Newton (John Norton), Johnny Seven (Deke), Billy M. Greene (Lige), Slim Pickens (Muskrat George)

## The Impractical Joker
- Prima televisiva: 13 marzo 1961
- Diretto da: Charles Rondeau
- Scritto da: Lee Loeb

### Trama
- Guest star: John Compton (Jack Larson), Karen Steele (Jean Pappas), Peter Mamakos (George Pappas), Robert Colbert (Stephen Wade), Judith Rawlins (Actress), Harold Stone (Harry Wilde), Joe Forte (Maitre d'), Ted Knight (Tod Edwards), Mala Powers (Millie Pierce)

## Inside Job
- Prima televisiva: 20 marzo 1961
- Diretto da: Charles Rondeau
- Scritto da: Philip Saltzman

### Trama
- Guest star: Don Burnett (Hal Murlow), Jeffrey Stone (Barney Michaels), Joe Sawyer (Leon Huff), Mary Tyler Moore (Kathy Murlow), Dolores Donlon (Laurie Ames), Michael Harris (Ted Briller), Tol Avery (Mr. Wylie), Robert Burton (Arthur Camden)

## Invitation to a Party
- Prima televisiva: 27 marzo 1961
- Diretto da: Paton Price
- Scritto da: Erna Lazarus

### Trama
- Guest star: Tony Travis (Billy Lee), Alan Dexter (Morrie Herbert), Ed Nelson (Eddie Grant), George Margo (Bunny Lewis), Kaye Elhardt (Virginia Barker), Sally Kellerman (Roxy), Elizabeth MacRae (Carla Wilson)

## Spring Training
- Prima televisiva: 3 aprile 1961
- Diretto da: Charles Rondeau
- Soggetto di: Leo Solomon

### Trama
- Guest star: George N. Neise (Mitch Mitchell), Pitt Herbert (Mr. Parsons), Barry Kelley (Matty Phillips), Bing Russell (Ron Kaslow), Will Hutchins (Arky Cooper), Baynes Barron (Carter), Gerald Milton (Delsey), Gigi Perreau (Robin Phillips)

## Double Image
- Prima televisiva: 10 aprile 1961
- Diretto da: Irving J. Moore
- Scritto da: Sonya Roberts
- Soggetto di: Leo Townsend

### Trama
- Guest star: Ann Robinson (Gloria Hale), Richard Benedict (Mingo), Ellen Burstyn (Wanda Drake), Brad Dexter (Albie Banion), Charles Seel (Harry Honnegger), David Alpert (Junior Billforth), Ric Roman (Joey), Robert Shayne (Dowell)

## Circumstantial Evidence
- Prima televisiva: 17 aprile 1961
- Diretto da: Allen Baron
- Scritto da: Anne Howard Bailey

### Trama
- Guest star: John Beradino (Granger), Mario Roccuzzo (Rafael), Lisa Gaye (Liz), John Lupton (Curt), Dawn Wells (June), Carolyn Komant (Dana), Leslie Parrish (Sunny Golden)

## Vengeance Is Bitter
- Prima televisiva: 24 aprile 1961
- Diretto da: Frank Baur
- Scritto da: Lee Loeb

### Trama
- Guest star: Guy Stockwell (Robert Carver), James Seay (Phillip Lordan), Linda Watkins (Mrs. Denning), Claire Griswold (Patricia Carver), Don 'Red' Barry (tenente Snedigar), Jodi Mcdowell (Miss Ryan), Lorrie Richards (Cleo), Peggy McCay (Ann Wayne), Lori Kaye (Gloria Randall), Neil Hamilton (giudice Denning)

## Little Mister Kelly
- Prima televisiva: 1º maggio 1961
- Diretto da: Charles Rondeau
- Scritto da: Erna Lazarus

### Trama
- Guest star: Sam Gilman (Jack Miller), John Goddard (Smiley Jackson), Irene Hervey (Mrs. Gardner), Eve McVeagh (Blossom McKenzie), Jack Kosslyn (Alex Boles), Charles Horvath (Ralph Stringer), Richard Benedict (Sam Norton), Ronnie Dapo (Little Kelly), Eddie Quillan (Chuck), Ed Peck (Mack Neilly), Biff Elliot (Hank Kelly)

## Spinout at Sebring
- Prima televisiva: 8 maggio 1961
- Diretto da: Charles Rondeau
- Soggetto di: Fred Schiller, Whitman Chambers

### Trama
- Guest star: Alan Marshal (Larry Littrell), Andre Philippe (Jacques Monte), Jorja Curtright (Lorraine Littrell), Alejandro Rey (Tony Ricardo), Andres Oropeza (Benito), John van Dreelen (Martin Harriby), Elizabeth Harrower (Miss Thompson), John Graham (dottor Bertram), Sue Randall (Maggie Littrell)

## The Bhoyo and the Blonde
- Prima televisiva: 15 maggio 1961
- Diretto da: Michael O'Herlihy
- Scritto da: Sonya Roberts

### Trama
- Guest star: Anthony Caruso (Hobey), Paul Dubov (Thief), Sue Ane Langdon (Renee), Paula Raymond (Kathleen), Robert Logan (usciere), Marjorie Bennett (Mrs. Shaw), John Craig (Thief), Sean McClory (Kevin Flanagan)

## An Overdose of Justice
- Prima televisiva: 22 maggio 1961
- Diretto da: Michael O'Herlihy
- Scritto da: Richard deRoy

### Trama
- Guest star: Richard Coogan (Eddie Regis), Mara Corday (Bonnie Scott), Edward Platt (Phil Malloy), Judy Lewis (Mary Regis), Donna Douglas (Paula Creston)